# 马蹄烧饼

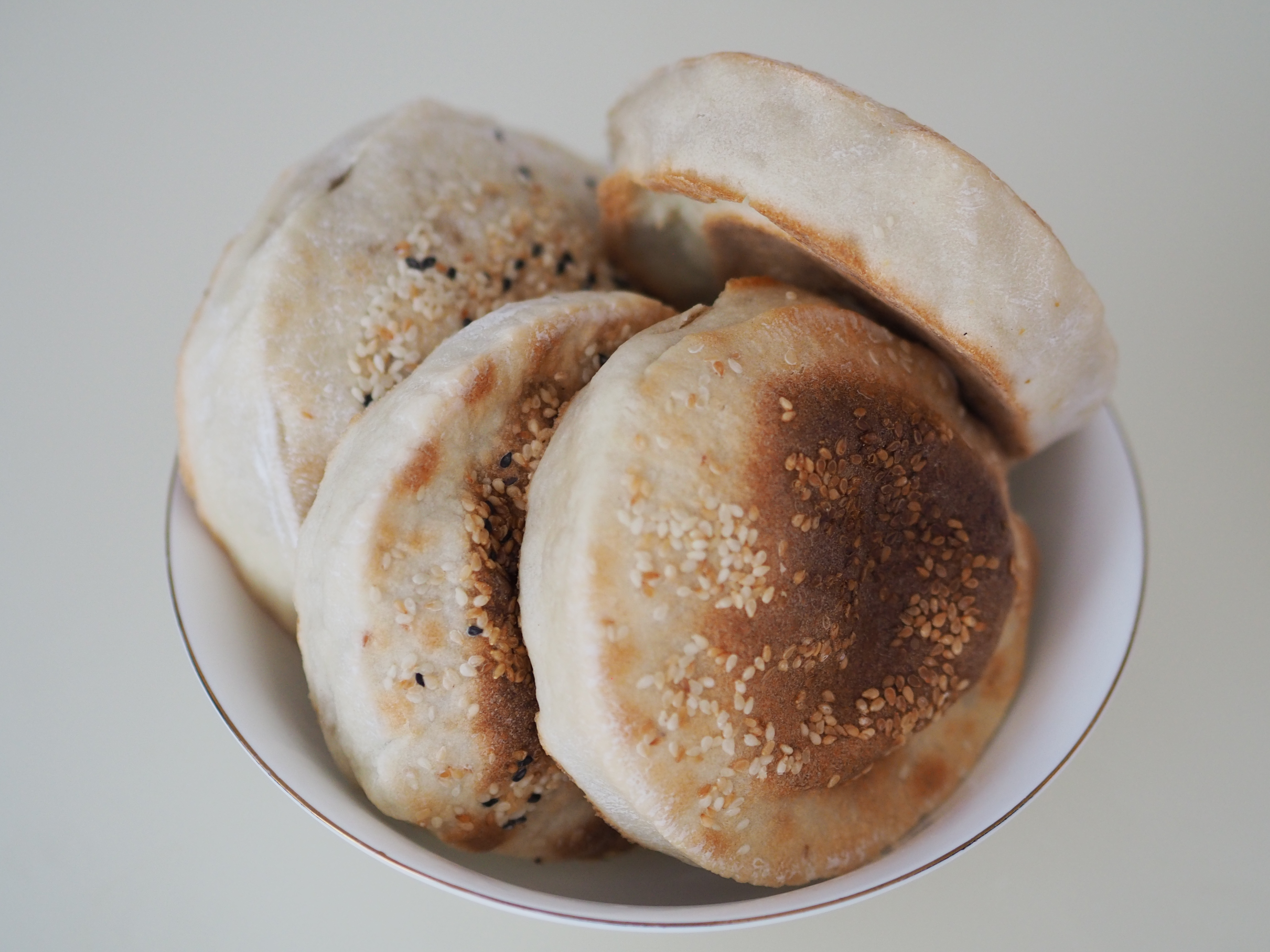

马蹄烧饼是流行于中国北方，尤其是山东省乐陵市、滨州市以及北京市等地区的一种小吃。因形状类似马蹄而得名，颜色普遍为黄色，多用吊炉制作，是一种民间常见的平民食品。不同地區的馬蹄燒餅略有不同，如郑店马蹄烧饼、蕲县马蹄烧饼等。